# Hypoblepharina boehmigi
Hypoblepharina boehmigi is een platworm (Platyhelminthes). De worm is tweeslachtig. De soort leeft in het zoute water.
Het geslacht Hypoblepharina, waarin de platworm wordt geplaatst, wordt tot de familie Hypoblepharinidae gerekend. De wetenschappelijke naam van de soort werd voor het eerst geldig gepubliceerd in 1973 door Karling.